# Calendrier de la saison de cyclo-cross masculine 2015-2016
Navigation
2014-2015 2016-2017
Le calendrier de la saison de cyclo-cross masculine 2015-2016 regroupe des courses de cyclo-cross débutant le 30 août 2015 et finissant le 21 février 2016. Les épreuves individuelles sont classées en cinq catégories. La plus haute catégorie regroupe les épreuves de la coupe du monde (CDM), qui donne lieu à un classement. Derrière elles, on retrouve les courses de catégorie C1 et C2, qui attribuent des points pour le classement mondial, ensuite les courses réservées aux moins de 23 ans, appelés également espoirs (catégorie CU) et enfin les courses pour les juniors (catégorie CJ). On retrouve également les championnats nationaux (CN) qui sont organisés dans une vingtaine de pays. 
Le Belge Wout van Aert réalise une saison exceptionnelle en remportant le Championnat du monde, les classements finaux de la Coupe du monde, du superprestige, du Trophée Banque Bpost, et le Championnat de Belgique.

## Classements UCI
| #  | Coureur                | Pays       | Pts  |
| -- | ---------------------- | ---------- | ---- |
| 1  | Wout van Aert          | Belgique   | 2388 |
| 2  | Mathieu van der Poel   | Pays-Bas   | 1800 |
| 3  | Kevin Pauwels          | Belgique   | 1796 |
| 4  | Lars van der Haar      | Pays-Bas   | 1784 |
| 5  | Sven Nys               | Belgique   | 1634 |
| 6  | Tom Meeusen            | Belgique   | 1258 |
| 7  | Laurens Sweeck         | Belgique   | 1170 |
| 8  | Jeremy Powers          | États-Unis | 1094 |
| 9  | Clément Venturini      | France     | 1086 |
| 10 | Michael Vanthourenhout | Belgique   | 946  |
| 11 | Eli Iserbyt            | Belgique   | 875  |
| 12 | Francis Mourey         | France     | 815  |
| 13 | Marcel Meisen          | Allemagne  | 798  |
| 14 | Radomír Šimůnek        | Tchéquie   | 795  |
| 15 | Toon Aerts             | Belgique   | 794  |
| 16 | Stephen Hyde           | États-Unis | 785  |
| 17 | Gioele Bertolini       | Italie     | 740  |
| 18 | Quinten Hermans        | Belgique   | 702  |
| 19 | Tim Merlier            | Belgique   | 698  |
| 20 | Corné van Kessel       | Pays-Bas   | 675  |

| #  | Nation      | Pts  |
| -- | ----------- | ---- |
| 1  | Belgique    | 5818 |
| 2  | Pays-Bas    | 4259 |
| 3  | France      | 2464 |
| 4  | États-Unis  | 2457 |
| 5  | Allemagne   | 1826 |
| 6  | Tchéquie    | 1787 |
| 7  | Suisse      | 1575 |
| 8  | Italie      | 1222 |
| 9  | Espagne     | 917  |
| 10 | Royaume-Uni | 688  |
| 11 | Slovaquie   | 576  |
| 12 | Canada      | 520  |
| 13 | Japon       | 491  |
| 14 | Danemark    | 457  |
| 15 | Pologne     | 412  |
| 16 | Australie   | 376  |
| 17 | Autriche    | 323  |
| 18 | Suède       | 306  |
| 19 | Luxembourg  | 295  |
| 20 | Croatie     | 260  |

| #  | Nation      | Pts  |
| -- | ----------- | ---- |
| 1  | Belgique    | 3965 |
| 2  | Pays-Bas    | 2375 |
| 3  | États-Unis  | 1099 |
| 4  | Italie      | 1098 |
| 5  | France      | 689  |
| 6  | Espagne     | 525  |
| 7  | Tchéquie    | 406  |
| 8  | Danemark    | 370  |
| 9  | Suisse      | 313  |
| 10 | Japon       | 269  |
| 11 | Slovaquie   | 244  |
| 12 | Allemagne   | 243  |
| 13 | Autriche    | 225  |
| 14 | Australie   | 221  |
| 15 | Royaume-Uni | 210  |
| 16 | Canada      | 200  |
| 17 | Croatie     | 200  |
| 18 | Portugal    | 200  |
| 19 | Hongrie     | 200  |
| 20 | Israël      | 175  |

| #  | Coureur         | Pays       | Pts |
| -- | --------------- | ---------- | --- |
| 1  | Jens Dekker     | Pays-Bas   | 280 |
| 2  | Jappe Jaspers   | Belgique   | 198 |
| 3  | Gage Hecht      | États-Unis | 134 |
| 4  | Mitch Groot     | Pays-Bas   | 112 |
| 5  | Seppe Rombouts  | Belgique   | 105 |
| 6  | Jakob Dorigoni  | Italie     | 101 |
| 7  | Mickaël Crispin | France     | 101 |
| 8  | Spencer Petrov  | États-Unis | 93  |
| 9  | Thomas Bonnet   | France     | 88  |
| 10 | Thijs Wolsink   | Pays-Bas   | 87  |

| #  | Nation      | Pts |
| -- | ----------- | --- |
| 1  | Pays-Bas    | 479 |
| 2  | Belgique    | 380 |
| 3  | États-Unis  | 286 |
| 4  | France      | 263 |
| 5  | Italie      | 215 |
| 6  | Suisse      | 120 |
| 7  | Tchéquie    | 113 |
| 8  | Allemagne   | 104 |
| 9  | Espagne     | 100 |
| 10 | Royaume-Uni | 94  |

## Calendrier

### Août
| Date | Course                                                | Classe | Vainqueur      | Équipe        |
| ---- | ----------------------------------------------------- | ------ | -------------- | ------------- |
| 30   | QianSen Trophy Cyclocross #1 - Yanqing Station, Pékin | C1     | Wietse Bosmans | BKCP-Corendon |

### Septembre
| Date | Course                                                    | Classe | Vainqueur             | Équipe                        |
| ---- | --------------------------------------------------------- | ------ | --------------------- | ----------------------------- |
| 2    | QianSen Trophy Cyclocross #2 - Qiongzhong Station, Hainan | C1     | Wietse Bosmans        | BKCP-Corendon                 |
| 5    | Ellison Park CX Festival #1, Rochester                    | C1     | Jeremy Powers         | Aspire Racing                 |
| 6    | Ellison Park CX Festival #2, Rochester                    | C2     | Vincent Baestaens     | BKCP-Corendon                 |
| 12   | Nittany Lion Cross #1, Breinigsville                      | C2     | Wietse Bosmans        | BKCP-Corendon                 |
| 13   | Nittany Lion Cross #2, Breinigsville                      | C2     | Wietse Bosmans        | BKCP-Corendon                 |
| 13   | EKZ CrossTour #1, Baden                                   | C1     | Laurens Sweeck        | ERA Real Estate-Murprotec     |
| 16   | Coupe du monde de cyclo-cross #1, Las Vegas               | CDM    | Wout van Aert         | Vastgoedservice-Golden Palace |
| 26   | SOUDAL Classics - GP Neerpelt, Neerpelt                   | C2     | Wout van Aert         | Vastgoedservice-Golden Palace |
| 26   | SOUDAL Classics - GP Neerpelt Juniors, Neerpelt           | CJ     | Jappe Jaspers         | Lares-Doltcini                |
| 26   | Verge NECXS #1, Gloucester                                | C2     | Jeremy Powers         | Aspire Racing                 |
| 27   | Radcross Illnau, Illnau-Effretikon                        | C2     | Dieter Vanthourenhout | Sunweb-Napoleon Games         |
| 27   | Verge NECXS #2, Gloucester                                | C2     | Jeremy Powers         | Aspire Racing                 |
| 27   | Steenbergcross, Erpe-Mere                                 | C2     | Wout van Aert         | Vastgoedservice-Golden Palace |
| 28   | Toi Toi Cup #1, Slaný                                     | C1     | Marcel Meisen         | Kuota-Lotto                   |

### Octobre
| Date | Course                                               | Classe | Vainqueur             | Équipe                             |
| ---- | ---------------------------------------------------- | ------ | --------------------- | ---------------------------------- |
| 3    | Toi Toi Cup #2, Hlinsko                              | C2     | Tomáš Paprstka        | Remerx Cycling Team Kolín          |
| 3    | KMC Cyclo-Cross Festival #1, Providence              | C1     | Jeremy Powers         | Aspire Racing                      |
| 4    | Kronborg UCI Cyclocross Event, Helsingor             | C2     | Jens Vandekinderen    | Telenet-Fidea                      |
| 4    | EKZ CrossTour #2, Dielsdorf                          | C1     | Clément Venturini     | Cofidis                            |
| 4    | Superprestige juniors #1, Gieten                     | CJ     | Jens Dekker           | Enertherm-BKCP                     |
| 4    | Superprestige espoirs #1, Gieten                     | CU     | Daan Hoeyberghs       | BKCP-Corendon                      |
| 4    | Superprestige #1, Gieten                             | C1     | Wout van Aert         | Vastgoedservice-Golden Palace      |
| 4    | KMC Cyclo-Cross Festival #2, Providence              | C2     | Stephen Hyde          | Cannondale p/b Cyclocrossworld.com |
| 10   | Toi Toi Cup #3, Milovice                             | C2     | Tomáš Paprstka        | Remerx Cycling Team Kolín          |
| 10   | Trek CXC Cup #1, Waterloo                            | C1     | Jeremy Powers         | Aspire Racing                      |
| 10   | De Grote Prijs van Brabant, Bois-le-Duc              | C1     |                       |                                    |
| 10   | Charm City Cross #1, Baltimore                       | C2     | Curtis White          | Cannondale p/b Cyclocrossworld.com |
| 11   | Coupe de France de cyclo-cross juniors #1, Albi      | CJ     | Quentin Navarro       | EC Baume-les-Dames                 |
| 11   | Coupe de France de cyclo-cross espoirs #1, Albi      | CU     | Clément Russo         | Charvieu-Chavagneux IC             |
| 11   | Coupe de France de cyclo-cross #1, Albi              | C1     | Clément Venturini     | Cofidis                            |
| 11   | Trek CXC Cup #2, Waterloo                            | C2     | Stephen Hyde          | Cannondale p/b Cyclocrossworld.com |
| 11   | Charm City Cross #2, Baltimore                       | C2     | Curtis White          | Cannondale p/b Cyclocrossworld.com |
| 11   | GP-5-Sterne-Region, Beromünster                      | C2     | Sascha Weber          | CCT-Champion System                |
| 11   | National Trophy Series #1, Southampton               | C2     | Ian Field             | Hargroves Cycles                   |
| 11   | Trophée Banque Bpost juniors #1, Renaix              | CJ     | Jens Dekker           | Enertherm-BKCP                     |
| 11   | Trophée Banque Bpost espoirs #1, Renaix              | CU     | Eli Iserbyt           | Young Telenet-Fidea                |
| 11   | Trophée Banque Bpost #1, Renaix                      | C1     | Wout van Aert         | Vastgoedservice-Golden Palace      |
| 11   | Cyclo-cross International Podbrezova, Podbrezová     | C2     | Tomáš Paprstka        | Remerx Cycling Team Kolín          |
| 15   | Kermiscross, Ardooie                                 | C2     | Tom Meeusen           | Telenet-Fidea                      |
| 17   | HPCX #1, Jamesburg                                   | C2     | Cameron Dodge         | Pure Energy/Scott Bikes            |
| 17   | US Open of Cyclocross #1, Boulder City               | C2     | Jamey Driscoll        | Cannondale Cyclocross              |
| 18   | HPCX #2, Jamesburg                                   | C2     | Jens Vandekinderen    | Telenet-Fidea                      |
| 18   | US Open of Cyclocross #2, Boulder City               | C2     | Daniel Summerhill     | K-Edge-Felt                        |
| 18   | Coupe du monde de cyclo-cross juniors #1, Fauquemont | CJ     | Jappe Jaspers         | Enertherm-BKCP                     |
| 18   | Coupe du monde de cyclo-cross espoirs #1, Fauquemont | CU     | Gioele Bertolini      | Selle Italia Guerciotti            |
| 18   | Coupe du monde de cyclo-cross #2, Fauquemont         | CDM    | Lars van der Haar     | Giant-Alpecin                      |
| 20   | Kiremko Nacht van Woerden, Woerden                   | C2     | Lars van der Haar     | Giant-Alpecin                      |
| 24   | DCCX #1, Washington                                  | C2     | Cameron Dodge         | Pure Energy/Scott Bikes            |
| 25   | XXIII Cyclo-cross de Karrantza, Karrantza            | C2     | Aitor Hernández       | Specialized Ermua                  |
| 25   | 54. Internationales Radquer Steinmaur, Steinmaur     | C2     | Clément Venturini     | Cofidis                            |
| 25   | Giro d'Italia Cross #1, Fiuggi                       | C2     | Gioele Bertolini      | Selle Italia Guerciotti            |
| 25   | Manitoba Grand Prix of Cyclocross, Winnipeg          | C2     | Jeremy Durrin         | Neon Velo Cycling Team             |
| 25   | Stockholm Cyclo Cross, Stockholm                     | C2     | Calle Friberg         | Scott Sports                       |
| 25   | National Trophy Series #2, Derby                     | C2     | Ian Field             | Hargroves Cycles-Ridley RT         |
| 25   | Grand-Prix de la Commune de Contern , Contern        | C2     | Dieter Vanthourenhout | Sunweb-Napoleon Games              |
| 25   | Superprestige juniors #2, Zonhoven                   | CJ     | Jens Dekker           | Enertherm-BKCP                     |
| 25   | Superprestige espoirs #2, Zonhoven                   | CU     | Eli Iserbyt           | Telenet-Fidea                      |
| 25   | Superprestige #2, Zonhoven                           | C1     | Wout van Aert         | Vastgoedservice-Golden Palace      |
| 25   | DCCX #2, Washington                                  | C2     | Cameron Dodge         | Pure Energy/Scott Bikes            |
| 28   | Toi Toi Cup #4, Tábor                                | C1     | David van der Poel    | BKCP-Corendon                      |
| 31   | Toi Toi Cup #5, Louny                                | C2     | Radomír Šimůnek       | ERA Real Estate-Murprotec          |
| 31   | Niels Albert CX, Boom                                | C2     | Lars van der Haar     | Giant-Alpecin                      |
| 31   | Cincy3 - Kings CX After Dark , Mason                 | C1     | Jeremy Powers         | Aspire Racing                      |

### Novembre
| Date | Course                                                       | Classe | Vainqueur             | Équipe                             |
| ---- | ------------------------------------------------------------ | ------ | --------------------- | ---------------------------------- |
| 1    | TOHOKU CX Project Inawashiro Round, Inawashiro               | C2     | Hikaru Kosaka         | Utsunomiya Blitzen Cyclocross Team |
| 1    | Championnats panaméricains de cyclo-cross juniors, Covington | CC     | Spencer Petrov        | Element Cycles                     |
| 1    | Championnats panaméricains de cyclo-cross espoirs, Covington | CC     | Andrew Dillman        | Midwest Development                |
| 1    | Championnats panaméricains de cyclo-cross, Covington         | CC     | Jeremy Powers         | Aspire Racing                      |
| 1    | Giro d'Italia Cross #2, Livorno                              | C2     | Cristian Cominelli    | Avion Axevo MTB                    |
| 1    | EKZ CrossTour #3, Hittnau                                    | C1     | David van der Poel    | BKCP-Corendon                      |
| 1    | Trophée Banque Bpost juniors #2, Oudenaarde                  | CJ     | Sep Rombouts          |                                    |
| 1    | Trophée Banque Bpost espoirs #2, Oudenaarde                  | CU     | Quinten Hermans       | Telenet-Fidea                      |
| 1    | Trophée Banque Bpost #2, Oudenaarde                          | C1     | Wout van Aert         | Vastgoedservice-Golden Palace      |
| 1    | Cyclo-cross international de Marle, Marle                    | C2     | Clément Venturini     | Cofidis                            |
| 7    | Championnats d'Europe de cyclo-cross juniors, Huijbergen     | CJ     | Jens Dekker           | Enertherm-BKCP                     |
| 7    | Championnats d'Europe de cyclo-cross espoirs, Huijbergen     | CU     | Quinten Hermans       | Telenet-Fidea                      |
| 7    | Championnats d'Europe de cyclo-cross, Huijbergen             | CC     | Lars van der Haar     | Giant-Alpecin                      |
| 7    | The Derby City Cup #1, Louisville                            | C1     | Stephen Hyde          | Cannondale p/b Cyclocrossworld.com |
| 7    | Verge NECXS #3, Northampton                                  | C2     | Michael van den Ham   | Cycle-Smart Elite CX Team          |
| 8    | The Derby City Cup #2, Louisville                            | C2     | Stephen Hyde          | Cannondale p/b Cyclocrossworld.com |
| 8    | National Trophy Series #3, Durham                            | C2     | Ian Field             | Hargroves Cycles                   |
| 8    | GGEW City Cross Cup, Lorsch                                  | C2     | Dieter Vanthourenhout | Sunweb-Napoleon Games              |
| 8    | Superprestige juniors #3, Ruddervoorde                       | CJ     | Jappe Jaspers         | Lares-Doltcini                     |
| 8    | Superprestige espoirs #3, Ruddervoorde                       | CU     | Eli Iserbyt           | Young Telenet-Fidea                |
| 8    | Superprestige #3, Ruddervoorde                               | C1     | Kevin Pauwels         | Sunweb-Napoleon Games              |
| 8    | Verge NECXS #4, Northampton                                  | C2     | Raphaël Gagné         | Rocky Mountain Bikes               |
| 11   | SOUDAL Classics - Jaarmarktcross Niel, Niel                  | C2     | Kevin Pauwels         | Sunweb-Napoleon Games              |
| 14   | Toi Toi Cup #6, Hole Vrchy                                   | C2     | Tomáš Paprstka        | Remerx Cycling Team Kolín          |
| 14   | The Subaru Cyclo Cup #1, Lakewood                            | C2     | Logan Owen            | California Giant Cycling Team      |
| 15   | Flückiger Cross Madiswil, Madiswil                           | C2     | Sascha Weber          | CCT-Champion System                |
| 15   | Superprestige juniors #4, Gavere                             | CJ     | Jens Dekker           | Enertherm-BKCP                     |
| 15   | Superprestige espoirs #4, Gavere                             | CU     | Eli Iserbyt           | Telenet-Fidea                      |
| 15   | Superprestige #4, Gavere                                     | C1     | Wout van Aert         | Vastgoedservice-Golden Palace      |
| 15   | Int. Radquerfeldein GP Lambach/Stadl-Paura, Stadl-Paura      | C2     | Martin Haring         | CK Banska Bystrica                 |
| 15   | Coupe de France de cyclo-cross juniors #2, Quelneuc          | CJ     | Tanguy Turgis         | US Métro Transports                |
| 15   | Coupe de France de cyclo-cross espoirs #2, Quelneuc          | CU     | Clément Russo         | Probikeshop Saint-Étienne Loire    |
| 15   | Coupe de France de cyclo-cross #2, Quelneuc                  | C1     | Clément Venturini     | Cofidis                            |
| 15   | Ciclocross Città di Schio, Schio                             | C2     | Gioele Bertolini      | Selle Italia Guerciotti            |
| 15   | The Subaru Cyclo Cup #2, Lakewood                            | C2     | Logan Owen            | California Giant Cycling Team      |
| 15   | Gran Premi del Valles, Les Franqueses del Vallès             | C2     | Felipe Orts           | GAC Bikes-Moixent Forestal         |
| 17   | Toi Toi Cup #7, Uničov                                       | C2     | Marcel Meisen         | Kuota-Lotto                        |
| 21   | SOUDAL Classics - GP d'Hasselt, Hasselt                      | C1     | Sven Nys              | Crelan-AA Drink                    |
| 21   | CXLA Weekend #1, Los Angeles                                 | C2     | Jamey Driscoll        | Cannondale Cyclocross              |
| 21   | Cyclo-cross International de Pierric , Pierric               | C2     | Clément Venturini     | Cofidis                            |
| 21   | Supercross Cup #1, Stony Point                               | C2     | Cameron Dodge         | Pure Energy/Scott Bikes            |
| 22   | Supercross Cup #2, Stony Point                               | C2     | Cameron Dodge         | Pure Energy/Scott Bikes            |
| 22   | CXLA Weekend #2, Los Angeles                                 | C2     | Jamey Driscoll        | Cannondale Cyclocross              |
| 22   | Coupe du monde de cyclo-cross juniors #2, Coxyde             | CJ     | Jens Dekker           | Enertherm-BKCP                     |
| 22   | Coupe du monde de cyclo-cross espoirs #2, Coxyde             | CU     | Eli Iserbyt           | Telenet-Fidea                      |
| 22   | Coupe du monde de cyclo-cross #3, Coxyde                     | CDM    | Sven Nys              | Crelan-AA Drink                    |
| 22   | Val d'Ille Intermarché Cyclo-cross Tour, La Mézière          | C2     | Clément Venturini     | Cofidis                            |
| 22   | KANSAI Cyclo Cross MAKINO Round, Takashima                   | C2     | Ben Berden            | Raleigh-Clement                    |
| 28   | Rapha Nobeyama Supercross #1, Minamimaki                     | C2     | Yu Takenouchi         | Veranclassic-Ekoï                  |
| 29   | Rapha Nobeyama Supercross #2, Minamimaki                     | C2     | Zach McDonald         | KCCX Fuji Elite Cyclocross Team    |
| 29   | International Cyclocross Selle SMP, Brugherio                | C2     | Cristian Cominelli    | Avion Axevo MTB                    |
| 29   | Trophée Banque Bpost juniors #3, Hamme                       | CJ     | Florian Vermeersch    | Lares-Doltcini Cycling Team        |
| 29   | Trophée Banque Bpost espoirs #3, Hamme                       | CU     | Eli Iserbyt           | Telenet-Fidea                      |
| 29   | Trophée Banque Bpost #3, Hamme                               | C1     | Wout van Aert         | Vastgoedservice-Golden Palace      |
| 29   | Tage des Querfeldeinsports (Day of Cyclocross), Ternitz      | C2     | Ondrej Glajza         | Trek KCK Oslany                    |
| 29   | XXII Przełajowy Wyscig Kolarski "BRYKSY CROSS", Gosciecin    | C2     | Lubomír Petruš        | BKCP-Corendon                      |

### Décembre
| Date | Course                                                   | Classe | Vainqueur             | Équipe                        |
| ---- | -------------------------------------------------------- | ------ | --------------------- | ----------------------------- |
| 4    | Jingle Cross #1, Iowa City                               | C2     | Jonathan Page         | Fuji-Spyoptics                |
| 5    | Trophée Banque Bpost juniors #4, Essen                   | CJ     | Thijs Wolsink         | Lares-Doltcini Cycling Team   |
| 5    | Trophée Banque Bpost espoirs #4, Essen                   | CU     | Quinten Hermans       | Telenet-Fidea                 |
| 5    | Trophée Banque Bpost #4, Essen                           | C1     | Wout van Aert         | Vastgoedservice-Golden Palace |
| 5    | Jingle Cross #2, Iowa City                               | C1     | Jeremy Powers         | Aspire Racing                 |
| 5    | Ruts N Guts #1, Broken Arrow                             | C2     | Tristan Uhl           | GIANT South                   |
| 5    | Verge NECXS #5, Warwick                                  | C2     | Jeremy Martin         | Rocky Mountain Factory Team   |
| 5    | GGEW Grand Prix, Bensheim                                | C2     | Toon Aerts            | Telenet-Fidea                 |
| 6    | Vlaamse Druivencross, Overijse                           | C2     | Mathieu van der Poel  | BKCP-Corendon                 |
| 6    | Ruts N Guts #2, Broken Arrow                             | C2     | Tristan Uhl           | GIANT South                   |
| 6    | Cyclocross International Sion-Valais, Sion               | C2     | Lukas Flückiger       | BMC Mountainbike              |
| 6    | Verge NECXS #6, Warwick                                  | C2     | Anthony Clark         | JAM Fund Cycling Team         |
| 6    | Jingle Cross #3, Iowa City                               | C1     | Jamey Driscoll        | Cannondale Cyclocross         |
| 6    | Giro d'Italia Cross #3, Asolo                            | C2     | Gioele Bertolini      | Selle Italia Guerciotti       |
| 8    | Ciclocross del Ponte, Trévise                            | C2     | Marcel Meisen         | Kuota-Lotto                   |
| 12   | Toi Toi Cup #8, Mladá Boleslav                           | C2     | Radomír Šimůnek       | ERA Real Estate-Murprotec     |
| 12   | Zilvermeercross, Mol                                     | C2     | Wout van Aert         | Vastgoedservice-Golden Palace |
| 12   | Resolution 'Cross Cup #1, Dallas                         | C2     | Jamey Driscoll        | Cannondale Cyclocross         |
| 12   | North Carolina Grand Prix - Race #1, Hendersonville      | C2     | Daniel Summerhill     | K-Edge-Felt                   |
| 13   | Giro d'Italia Cross #4, Montalto di Castro               | C2     | Cristian Cominelli    | Promo Cycling                 |
| 13   | National Trophy Series #5, Bradford                      | C2     | Ian Field             | Hargroves Cycles              |
| 13   | Superprestige juniors #5, Spa-Francorchamps              | CJ     | Seppe Rombouts        |                               |
| 13   | Superprestige espoirs #5, Spa-Francorchamps              | CU     | Nicolas Cleppe        | Telenet-Fidea                 |
| 13   | Superprestige #5, Spa-Francorchamps                      | C1     | Wout van Aert         | Vastgoedservice-Golden Palace |
| 13   | EKZ CrossTour #4, Eschenbach                             | C1     | Marcel Wildhaber      | Scott-Odlo MTB Racing Team    |
| 13   | North Carolina Grand Prix - Race #2, Hendersonville      | C2     | Daniel Summerhill     | K-Edge-Felt                   |
| 13   | Cyclo-Cross Internacional Ciudad de Valencia, Valence    | C2     | Felipe Orts           | GAC Bikes-Moixent Forestal    |
| 13   | Resolution 'Cross Cup #2, Dallas                         | C2     | Jamey Driscoll        | Cannondale Cyclocross         |
| 19   | Trophée Banque Bpost juniors #5, Anvers                  | CJ     | Reno Bauters          | KSC Denderstreek Labiekes     |
| 19   | Trophée Banque Bpost espoirs #5, Anvers                  | CU     | Quinten Hermans       | Telenet-Fidea                 |
| 19   | Trophée Banque Bpost #5, Anvers                          | C1     | Wout van Aert         | Vastgoedservice-Golden Palace |
| 19   | Highlander 'Cross Cup #1, Waco                           | C2     | Jamey Driscoll        | Cannondale Cyclocross         |
| 20   | Coupe du monde de cyclo-cross juniors #3, Namur          | CJ     | Jappe Jaspers         | Enertherm-BKCP                |
| 20   | Coupe du monde de cyclo-cross espoirs #3, Namur          | CU     | Eli Iserbyt           | Telenet-Fidea                 |
| 20   | Coupe du monde de cyclo-cross #4, Namur                  | CDM    | Mathieu van der Poel  | BKCP-Corendon                 |
| 20   | Highlander 'Cross Cup #2, Waco                           | C2     | Jamey Driscoll        | Cannondale Cyclocross         |
| 26   | Crossrace GP Luzern, Pfaffnau                            | C2     | Florian Vogel         | Scott-Swisspower MTB Racing   |
| 26   | Grand-Prix GEBA, Differdange                             | C2     | annulé                |                               |
| 26   | Coupe du monde de cyclo-cross juniors #4, Heusden-Zolder | CJ     | Thomas Bonnet         | Creuse Oxygène                |
| 26   | Coupe du monde de cyclo-cross espoirs #4, Heusden-Zolder | CU     | Joris Nieuwenhuis     | Giant Benelux Team            |
| 26   | Coupe du monde de cyclo-cross #5, Heusden-Zolder         | CDM    | Mathieu van der Poel  | BKCP-Corendon                 |
| 27   | Superprestige juniors #6, Diegem                         | CJ     | Jappe Jaspers         | Enertherm-BKCP                |
| 27   | Superprestige espoirs #6, Diegem                         | CU     | Quinten Hermans       | Telenet-Fidea                 |
| 27   | Superprestige #6, Diegem                                 | C1     | Mathieu van der Poel  | BKCP-Corendon                 |
| 29   | Trophée Banque Bpost juniors #6, Loenhout                | CJ     | Thijs Wolsink         | Lares-Doltcini                |
| 29   | Trophée Banque Bpost espoirs #6, Loenhout                | CU     | Daan Hoeyberghs       | BKCP-Corendon                 |
| 29   | Trophée Banque Bpost #6, Loenhout                        | C1     | Tom Meeusen           | Telenet-Fidea                 |
| 30   | Coupe de France de cyclo-cross juniors #3, Flamanville   | CJ     | Tanguy Turgis         | US Métro Transports           |
| 30   | Coupe de France de cyclo-cross espoirs #3, Flamanville   | CU     | Victor Koretzky       | V.S Narbonnais                |
| 30   | Coupe de France de cyclo-cross #3, Flamanville           | C1     | Clément Venturini     | Cofidis                       |
| 30   | Versluys Cyclocross, Bredene                             | C2     | Dieter Vanthourenhout | Sunweb-Napoleon Games         |

### Janvier
| Date | Course                                                         | Classe | Vainqueur            | Équipe                        |
| ---- | -------------------------------------------------------------- | ------ | -------------------- | ----------------------------- |
| 1    | Trophée Banque Bpost juniors #7, Baal                          | CJ     | Seppe Rombouts       |                               |
| 1    | Trophée Banque Bpost espoirs #7, Baal                          | CU     | Quinten Hermans      | Telenet-Fidea                 |
| 1    | Trophée Banque Bpost #7, Baal                                  | C1     | Wout van Aert        | Vastgoedservice-Golden Palace |
| 1    | Grand-Prix Hotel Threeland, Pétange                            | C2     | Marcel Meisen        | Kuota-Lotto                   |
| 2    | Internationale Centrumcross van Surhuisterveen, Surhuisterveen | C2     | Corné van Kessel     | Telenet-Fidea                 |
| 2    | Kingsport Cyclo-cross Cup, Kingsport                           | C2     | Jeremy Powers        | Aspire Racing                 |
| 2    | EKZ CrossTour #5, Meilen                                       | C1     | Francis Mourey       | Fortuneo-Vital Concept        |
| 3    | SOUDAL Classics - Cyclocross Leuven, Louvain                   | C1     | Toon Aerts           | Telenet-Fidea                 |
| 6    | Giro d'Italia Cross #5, Rome                                   | C2     | Gioele Bertolini     | Selle Italia Guerciotti       |
| 6    | Challenge Cyclo-cross race powered by Centurion, Albstadt      | C2     | Sascha Weber         |                               |
| 11   | Cyclocross Otegem, Otegem                                      | C2     | Mathieu van der Poel | BKCP-Corendon                 |
| 16   | Kasteelcross Zonnebeke, Zonnebeke                              | C2     | Mathieu van der Poel | BKCP-Corendon                 |
| 17   | Coupe du monde de cyclo-cross juniors #5, Lignières-en-Berry   | CJ     | Mitch Groot          | Lares-Doltcini                |
| 17   | Coupe du monde de cyclo-cross espoirs #5, Lignières-en-Berry   | CU     | Eli Iserbyt          | Telenet-Fidea                 |
| 17   | Coupe du monde de cyclo-cross #6, Lignières-en-Berry           | CDM    | Mathieu van der Poel | BKCP-Corendon                 |
| 17   | Grand Prix Möbel Alvisse, Leudelange                           | C2     | Joeri Adams          | Crelan-Vastgoedservice        |
| 23   | International Cyclocross Rucphen, Rucphen                      | C2     | Tom Meeusen          | Telenet-Fidea                 |
| 24   | Cyclo-cross du Mingant, Lanarvily                              | C2     | Joeri Adams          | Crelan-Vastgoedservice        |
| 24   | Coupe du monde de cyclo-cross juniors #6, Hoogerheide          | CJ     | Jens Dekker          | Enertherm-BKCP                |
| 24   | Coupe du monde de cyclo-cross espoirs #6, Hoogerheide          | CU     | Quinten Hermans      | Telenet-Fidea                 |
| 24   | Coupe du monde de cyclo-cross #7, Hoogerheide                  | CDM    | Mathieu van der Poel | BKCP-Corendon                 |
| 30   | Championnats du monde de cyclo-cross juniors, Heusden-Zolder   | CM     | Jens Dekker          | Enertherm-BKCP                |
| 31   | Championnats du monde de cyclo-cross espoirs, Heusden-Zolder   | CM     | Eli Iserbyt          | Telenet-Fidea                 |
| 31   | Championnats du monde de cyclo-cross, Heusden-Zolder           | CM     | Wout van Aert        | Crelan-Vastgoedservice        |

### Février
| Date | Course                                                     | Classe | Vainqueur              | Équipe                 |
| ---- | ---------------------------------------------------------- | ------ | ---------------------- | ---------------------- |
| 3    | Parkcross Maldegem, Maldegem                               | C2     | Michael Vanthourenhout | Marlux-Napoleon Games  |
| 6    | Trophée Banque Bpost juniors #8, Saint-Nicolas             | CJ     | Jens Dekker            | Enertherm-BKCP         |
| 6    | Trophée Banque Bpost espoirs #8, Saint-Nicolas             | CU     | Daan Soete             | Telenet-Fidea          |
| 6    | Trophée Banque Bpost #8, Saint-Nicolas                     | C1     | Laurens Sweeck         | ERA-Murprotec          |
| 7    | Superprestige juniors #7, Hoogstraten                      | CJ     | Jens Dekker            | Enertherm-BKCP         |
| 7    | Superprestige espoirs #7, Hoogstraten                      | CU     | Eli Iserbyt            | Telenet-Fidea          |
| 7    | Superprestige #7, Hoogstraten                              | C1     | Mathieu van der Poel   | BKCP-Corendon          |
| 13   | Superprestige juniors #8, Middelkerke                      | CJ     | Jens Dekker            | Enertherm-BKCP         |
| 13   | Superprestige espoirs #8, Middelkerke                      | CU     | Eli Iserbyt            | Telenet-Fidea          |
| 13   | Superprestige #8, Middelkerke                              | C1     | Mathieu van der Poel   | BKCP-Corendon          |
| 14   | G.P. Stad Eeklo, Eeklo                                     | C2     | Wout van Aert          | Crelan-Vastgoedservice |
| 14   | Boels Classic / Internationale Cyclocross Heerlen, Heerlen | C1     | annulé                 |                        |
| 21   | Internationale Sluitingsprijs, Oostmalle                   | C1     | Kevin Pauwels          | Sunweb-Napoleon Games  |

## Championnats nationaux (CN)
Résultats
| Nation             | Date                               | Élites hommes            | Moins de 23 ans hommes | Juniors hommes      |
| ------------------ | ---------------------------------- | ------------------------ | ---------------------- | ------------------- |
| Allemagne          | 9-10 janvier 2016                  | Philipp Walsleben        | Felix Drumm            | Maximilian Mobis    |
| Australie          | 6-9 août 2015                      | Paul van der Ploeg       | Christopher Aitken     | Ben Walkerden       |
| Autriche           | 10 janvier 2016                    | Alexander Gehbauer       | Felix Ritzinger        | Tobias Peterstorfer |
| Belgique           | 9-10 janvier 2016                  | Wout van Aert            | Thijs Aerts            | Jappe Jaspers       |
| Canada             | 24 octobre 2015                    | Raphaël Gagné            | Peter Disera           | Quiton Disera       |
| Croatie            | 23 janvier 2016                    | Bojan Gunjević           | Matija Mestric         | Matej Zgalin        |
| Danemark           | 10 janvier 2016                    | Simon Andreassen         | Sebastian Fini         | Christian Duus      |
| Espagne            | 9-10 janvier 2016                  | Javier Ruiz de Larrinaga | Felipe Orts            | Jokin Alberdi       |
| Estonie            | 11 octobre 2015                    | Martin Loo               |                        | Kirill Tarassov     |
| États-Unis         | 9-10 janvier 2016                  | Jeremy Powers            | Tobin Ortenblad        | Gage Hecht          |
| Finlande           | 18 octobre 2015                    | Sasu Halme               |                        | Simo Terävä         |
| France             | 9-10 janvier 2016                  | Francis Mourey           | Clément Russo          | Maxime Gagnaire     |
| Grande-Bretagne    | 9-10 janvier 2016                  | Liam Killeen             | Iain Paton             | Mark Donovan        |
| Hongrie            | 10 janvier 2016                    | Zsolt Búr                | Márton Dina            | Ferenc Szöllosi     |
| Irlande            | 10 janvier 2016                    | Roger Aiken              |                        | David Conroy        |
| Islande            | 10 octobre 2015                    | Ingvar Ómarsson          |                        | Gústaf Darrasson    |
| Israël             | 23 janvier 2016                    | Aviv Yechezkel           |                        | Itay Hoyzman        |
| Italie             | 9-10 janvier 2016                  | Gioele Bertolini         | Nadir Colledani        | Jakob Dorigoni      |
| Japon              | 6 décembre 2015                    | Yu Takenouchi            | Toki Sawada            | Hijiri Oda          |
| Luxembourg         | 10 janvier 2016                    | Christian Helmig         | Luc Turchi             | Michel Ries         |
| Norvège            | 15 novembre 2015                   | Fredrik Haraldseth       |                        | Håkon Aalrust       |
| Pays-Bas           | 9-10 janvier 2016                  | Mathieu van der Poel     | Sieben Wouters         | Jens Dekker         |
| Pologne            | 9-10 janvier 2016                  | Marek Konwa              |                        | Piotr Rzeszutek     |
| Portugal           | 10 janvier 2016                    | Vitor Santos             | Roberto Ferreira       | Bruno Silva         |
| République-tchèque | 12 décembre 2015 et 9 janvier 2016 | Radomír Šimůnek          |                        | Jonas Brezina       |
| Slovaquie          | 5 décembre 2015                    | Martin Haring            |                        | Ian Gajdosik        |
| Suède              | 24 octobre 2015                    | Matthias Wengelin        |                        | Ted Pettersson      |
| Suisse             | 10 janvier 2016                    | Lars Forster             | Timon Rüegg            | Kevin Kuhn          |

## Records de victoires

### Par coureur
| #  | Coureur              | Équipe                         | Vict | CDM | SP | TBB |
| -- | -------------------- | ------------------------------ | ---- | --- | -- | --- |
| 1  | Wout van Aert        | Vastgoedservice-Golden Palace  | 17   | 1   | 4  | 6   |
| 2  | Mathieu van der Poel | BKCP-Corendon                  | 11   | 4   | 3  |     |
| 3  | Jeremy Powers        | Aspire Racing                  | 10   |     |    |     |
| 4  | Clément Venturini    | Cofidis                        | 8    |     |    |     |
| 5  | Jamey Driscoll       | Cannondale-Cyclocrossworld.com | 8    |     |    |     |
| 6  | Cameron Dodge        | Pure Energy/Scott Bikes        | 5    |     |    |     |
| -  | Gioele Bertolini     | Selle Italia Guerciotti        | 5    |     |    |     |
| 8  | Lars van der Haar    | Giant-Alpecin                  | 4    | 1   |    |     |
| 9  | Wietse Bosmans       | BKCP-Corendon                  | 4    |     |    |     |
| 10 | Stephen Hyde         | Cannondale-Cyclocrossworld.com | 4    |     |    |     |
| -  | Marcel Meisen        | Kuota-Lotto                    | 4    |     |    |     |

### Par pays
Hors championnats nationaux
| # | Pays | Vict |
| - | ---- | ---- |

### Par équipes
Hors championnats nationaux
| # | Équipes | Vict |
| - | ------- | ---- |